# 埃瓦尔塞库
埃瓦尔塞库是巴西南大河州的一个市镇。总面积363.892平方公里，总人口8212人，人口密度22.6人/平方公里。